# Stanley Mandelstam
Stanley Mandelstam (Johannesburg, 12 dicembre 1929 – Berkeley, 23 giugno 2016) è stato un fisico statunitense.
Ha introdotto le variabili di Mandelstam relativisticamente invarianti nella fisica delle particelle nel 1958 come un comodo sistema di coordinate per formulare le sue relazioni di doppia dispersione. Le relazioni di doppia dispersione erano uno strumento centrale nel programma bootstrap che cercava di formulare una teoria coerente di infiniti tipi di particelle di spin crescente.

## Primi anni di vita
Mandelstam è nato a Johannesburg, in Sudafrica da una famiglia ebrea.

## Lavori
Mandelstam, insieme a Tullio Regge, ha fatto lo sviluppo iniziale della teoria Regge della fenomenologia dell'interazione forte. Ha reinterpretato il tasso di crescita analitico dell'ampiezza di scattering in funzione del coseno dell'angolo di scattering come legge di potenza per la caduta delle ampiezze di scattering ad alta energia. Insieme alle relazioni di doppia dispersione, la teoria di Regge ha permesso ai teorici di trovare vincoli analitici sufficienti sulle ampiezze di scattering degli stati legati per formulare una teoria in cui ci sono infiniti tipi di particelle, nessuno dei quali è fondamentale.
Dopo che Veneziano ha costruito la prima ampiezza di scattering a livello dell'albero che descrive un'infinità di tipi di particelle, quella che è stata riconosciuta quasi immediatamente come un'ampiezza di scattering di stringa, Mandelstam ha continuato a fornire contributi cruciali. Interpretò l'algebra di Virasoro scoperta in condizioni di consistenza come una simmetria geometrica di una teoria del campo conforme al foglio del mondo, formulando la teoria delle stringhe in termini di teoria quantistica dei campi bidimensionale. Ha usato l'invarianza conforme per calcolare le ampiezze delle stringhe a livello di albero su molti domini del foglio del mondo. Mandelstam è stato il primo a costruire esplicitamente le ampiezze di scattering dei fermioni nei settori Ramond e Neveu-Schwarz della teoria delle superstringhe, e in seguito ha fornito argomenti a favore della finitezza della teoria delle perturbazioni delle stringhe.
Nella teoria quantistica dei campi, Mandelstam e indipendentemente Sidney Coleman hanno esteso il lavoro di Tony Skyrme per dimostrare che il modello quantistico bidimensionale Sine-Gordon è descritto in modo equivalente da un modello Thirring i cui fermioni sono i nodi. Ha anche dimostrato che la teoria di gauge supersimmetrica 4d N=4 conta potenza finita, dimostrando che questa teoria è invariante di scala a tutti gli ordini della teoria delle perturbazioni, il primo esempio di una teoria di campo in cui tutti gli infiniti nei diagrammi di Feynman si annullano.
Tra i suoi studenti a Berkeley ci sono Joseph Polchinski, Michio Kaku, Charles Thorn e Hessamaddin Arfaei.
Stanley Mandelstam è morto nel suo appartamento di Berkeley nel giugno 2016.